# Kristian Levring
Kristian Levring, né le 9 mai 1957  au Danemark, est un réalisateur danois, également monteur, producteur, directeur de la photo et acteur.
Avec Le roi est vivant, il est le quatrième signataire du manifeste cinématographique Dogme95 après Lars von Trier, Thomas Vinterberg et Søren Kragh-Jacobsen.

## Biographie
Kristian Levring est diplômé en montage de l'National Film School of Denmark et produit un grand nombre de documentaires et de longs métrages parmi lesquels il en réalise deux. Il est récipiendaire de quelque vingt-trois prix, danois et internationaux, pour ses publicités. Son troisième long métrage, Le roi est vivant, raconte l'histoire d'un groupe de touristes occidentaux dont le bus tombe en panne dans le désert en Namibie. Malgré la faim, la soif, la fièvre et la mort, l'un d'eux décide de mettre en scène Le Roi Lear de Shakespeare. Les autres reconnaissent l'absurdité de la représentation jouée devant un seul indigène. Il reprend plusieurs acteurs de ce film pour son suivant, The Intended, dont l'action se déroule dans la jungle de Bornéo des années 1920. Ces deux films ont été tournés suivant les règles et les restrictions de Dogme95.
Kristian Levring a vécu huit ans de sa jeunesse en France. Il vit et travaille à Londres.

## Filmographie partielle

### Cinéma
- 1986 : Et skud fra hjertet (da)
- 2000 : Le roi est vivant
- 2008 : Den du frygter (en)
- 2014 : The Salvation

### Télévision
- 2000 : D-Dag (téléfilm)
- 2002 : The Intended (en)